# Братья Панаевы

Слева на право: Борис, Гурий и Лев Панаевы

Борис, Гурий, Лев и Платон Панаевы — четыре брата, офицера Российской императорской армии, которые принимали участие в Первой мировой войне. Борис и Гурий погибли в 1914 году, Лев в 1915 году, все они были удостоены ордена Святого Георгия 4-й степени.

## Происхождение
Семья Панаевых происходит от новгородского рода Паналимоновых, которые переселились в Казань во времена правления Ивана Грозного.
Представители рода Панаевых были офицерами, а также занимались литературной деятельностью. Первым представителем рода, который был одновременно и военным, и литератором был Иван Иванович Панаев (1752—1796), который служил в войсках с пятнадцати лет, и окончил службу в 1781-м году в чине секунд-майора. Свое свободное время Иван Иванович посвящал писательской деятельности, но свои произведения в печать не отдавал.
У Ивана Ивановича было пять сыновей, один из которые Александр (1788 — не ранее 1836) так же предпочёл карьеру военного. В 1807 году он поступил на службу в Российскую императорскую армию. В формулярном списке 1811 года он характеризуется как образованный человек, который знает 4 языка (российский, немецкий, французский и латынь) и имеет познания в науках. Принимал участие в Отечественной войне 1812 года и Заграничных походах. 3 июня 1813 года он был награждён Золотым оружием «За храбрость». Армейскую карьеру Александр Панаев окончил в чине полковника. С 1834 по 1836 годы был предводителем дворянства Лаишевского уезда (Казанская губерния), где он имел 306 крепостных и 1 145 десятин земли. Так же Александр как и его отец писал литературные произведения, публиковал свои произведения под псевдонимом «Адонис», который он выбрал из-за своего увлечения античностью.
У Александра Ивановича так же как и у его отца было пять сыновей (Валериал, Илиодор, Аркадий, Ипполит и Кронид). Аркадий (6 августа 1821 — 1 апреля 1889) так же как и его отец, и дед предпочёл военную службу. После окончания кадетского корпуса, служил в Уланском Генерал-Адъютанта Князя Чернышева полку. В 1854 году был произведён в подполковники. В 1855 году принял участие в Крымской войне, за что был удостоен ордена Святого Владимира 4-й степени с бантом и Золотого оружия «За храбрость». В 1859 году вышел в отставку и был произведён в полковники. После отставки был управляющим имением императрицы Марии Александровны «Ливадия». В 1877 году были опубликованы воспоминания Панаева о князе Александре Сергеевиче Меньшикове, при котором он в молодости был адъютантом. Будучи в зрелом возрасте Аркадий женился на Вере Николаевне Одинцовой, которая происходила из военной семьи — её отец и дед были офицерами.

## Братья

### Борис

Борис Панаев

Борис Панаев родился 14 ноября 1878 года и был первенцем в семье отставного полковника Аркадия Александровича Панаева и Веры Николаевны Одинцовой. На момент рождения Бориса его отцу было 57 лет и он был сильно обрадован рождением сына. Между отцом и сыном были тёплые отношения. Некоторые знакомые семьи Панаевых вспоминали, что отец и сын могли часами вести тихие разговоры, которые были понятными только для них. Помимо привязанности к отцу Борис отличался чрезмерной скрытностью и застенчивостью.
В 1887 году Борис начал обучение во 2-м кадетском корпусе. Первые два года пребывания в корпусе Борис постоянно болел и его навещала мать, во время визитов которой он постоянно расспрашивал её о своих младших братьях. 1 апреля 1889 года Аркадий Александрович, отец Бориса скончался. После смерти отца Борис ещё более замкнулся в себе и полностью сосредоточился на учёбе, помимо того он перестал смеяться и практически не улыбался. Вскоре после этого Борис стал одним из лучших кадетов на своем курсе. В 1890 году Лев, а в 1892 году Гурий поступили во 2-й кадетский корпус после чего Борис стал уделять их воспитанию и поддержке всё свое свободное время.
В 1894 году после окончания 2-го кадетского корпуса Борис поступил в Николаевское кавалерийское училище, которое окончил по 1-му разряду 12 августа 1896 года. Перед выпуском из училища юнкеров ознакамливали с имеющимися вакансиями. Борис был на втором месте по успеваемости в училище и мог выбрать практически любую из имеющихся вакансий. Борис выбрал местом службы в 36-й драгунский Ахтырский полк, в который был зачислен эстандарт-юнкером 31 августа того же года.
13 августа 1897 года Борис Аркадьевич был произведён в корнеты, 13 августа 1901 года в поручики. Его сослужы по Ахтырскомы полку описывали его как очень аскетичного человека, он не употреблял мясо, спал на досках, а подушку ему заменило седло. Так же Борис отличался религиозностью, иногда он мог провести всю ночь перед иконами.
После начала русско-японской войны Борис был отправлен в Заамурский округ для командования пограничным отрядом из 20 человек. Его отряд не принимал участие в крупномасштабных сражениях, но ему многократно приходилось отбивать атаки противника. Во время войны Борис получил два ранения. За подвиги в русско-японской войне Борис Панаев был награждён орденом Святого Станислава 3-й степени с мечами и бантом, орденом Святой Анны 3-й степени с мечами и бантом, орденом Святого Владимира 4-й степени с мечами и бантом и орденом Святой Анны 4-й степени с надписью «За храбрость». 13 августа 1905 года Борис получил чин штабс-ротмистра.
После окончания войны в полку по инициативе Панаева было создано «Общество ночных треножников». В 1907 году он был отправлен в Санкт-Петербург для обучения в Офицерской кавалерийской школе, где он прославился как дрессировщик лошадей. Один из его сослуживцев вспоминал, что ка-то раз во время выполнения заданий в манеже с Панаева слетела фуражка, после чего он отдал лошади поводья. Затем подъехал на ней к фуражке, лошадь зубами подняла фуражку и дала её Борису. Отлично сдал выпускные экзамены, а преподаватели говорили что Борис знает предметы лучше них. Так же было отмечено что во время экзамена по ковке лошади он полностью подковал лошадь за то время, за которое другие подковывали одно копыто. Начальник школы генерал-майор Василий Химец сделал ему предложение остаться в школе в качестве штатного преподавателя, но Борис решил вернуться в свой полк.
13 августа 1909 года Борис Панаев получил чин ротмистра. В первой половине 1910-х годов начали публиковаться первые статьи Бориса в военной прессе. Самыми известными его работ стали:
- Брошюра «Офицерская аттестация», в которой предлагалось ввести ежегодную аттестацию офицеров специальной комиссией, которая должна была избраться из среды офицеров.
- Статья «Пика», которая сыграла ключевую роль в возвращение кавалерии на вооружение пик.
- Книга «Командиру эскадрона в бою», в этой книге говорилось что если командир дал приказ атаковать, нельзя его отменять, что атака должна быть завершена, а итог атаки должен быть «или победа, или смерть»[9].

Борис морально готовил себя к грядущей войне. Он писал о том что для офицера самое почётное это умереть в бою. Но при этом называл такую смерть «лёгкой», считая что «тяжелой» смертью, смерть разведчика-кавалериста. Это обосновывался тем что погибая в бою, офицеры погибали у всех на глазах и соответственно все видели их подвиг, а о подвигах разведчиков кавалеристов никто не знал и если их тела находили (а это случалось не всегда), то их просто записывали убитыми, а если тела не находили то записывали как без вести пропавшего. После этого он написал что желал бы себе именно такой смерти.
В начале мая 1914 года вместе со своим полком отбыл на маневры в Красное Село (близ Петербурга). После окончания маневров он встретился с одним из своих родственников. Во время этой встречи зашёл разговор о смерти на войне и когда родственник спросил у Бориса, какая смерть самая красивая. На этот вопрос Борис ответил, что самая красивая смерть это перед своим эскадроном, но тут же сделал паузу и сказал есть смерть ещё лучше — В дальней глухой разведке… Так, что бы сделать свое дело, послать полезное донесение, и не вернутся… . На вопрос чем эта смерть красивее, Борис ответил что первый вариант был похож на театральный. После учений офицеры были приглашены на обед с императором, а затем 17 офицеров, в числе которых было три брата Панаевых отправились в Красносельский театр. Досмотреть спектакль до конца они не смогли, так как поступил приказ срочно вернутся на зимние стоянки, на тот момент офицеры поняли что началась война.
Посадка первого эшелона началась в 2:40 в Гатчине. Эшелоны в которых находился полк ехали на юго-запад, утром офицеры узнали что началась война с Австро-Венгрией.
Отличился в одном из первых же боев.
13 августа 1914 года полк принял участие в первом для себя крупном сражении близ деревни Демня (ныне входит в состав Тернопольской области Украины). Была поставлена задача отбросить войска противника с позиций, за длиной около двухсот верст, извилистой плотиной, которая примыкала к железнодорожному полотну. Задача была сверхтрудной, но Борис Панаев настоял на ней и конце концов командир полка Николай Трингам согласился с планом Панаева. Борис был одним из первых пошедший в атаку, но атака встретила сопротивление вражеских войск. Практически сразу после начала атаки Борис был тяжело ранен в ногу, но не взирая на боль в раздробленном голени продолжал оставаться в строю, был первым кто прорвался через деревню. После этого возглавил атаку на один из горных лесов, где были сконцентрированы войска противника. На окраине деревни он был повторно ранен в живот. Перед лесом враг загородил колючей проволокой, увидев это Панаев скомандовал рубить её, но уже через мгновение в него попало две пули — в сердце и в висок, после чего он скончался. Бой закончился победой Русской армии. 80 военнослужащих противника было убито, а 155 было взято в плен. Из личного состава полка было ранено четверо солдат и погиб один офицер (Борис Панаев). .
Высочайшим приказом от 7 октября 1914 года Борис Панаев был посмертно удостоен ордена Святого Георгия 4-й степени. Став первым офицером Русской армии удостоенным этого ордена посмертно.
Борис Аркадьевич Панаев был похоронен в Павловке рядом со своим отцом Аркадием Александровичем Панаевым.

### Гурий
Гурий Панаев родился 3 апреля 1880 года. От скрытного и застенчивого старшего брата он отличался ловкостью и смелостью. Запомнился в семье такой случай: однажды на конюшню Панаевых заползла гадюка. Пока кучера и конюхи совещались, как бы подступиться к ядовитой змее, маленький Гурий подошел к ней с топором в руках и одним ударом разрубил гадюку пополам.
В 1890 году Гурий начал обучение во 2-м кадетском корпусе но вскоре был оттуда отчислен. После этого поступил в Елисаветградское училище. Там он приобрел славу прекрасного наездника, доброго и отзывчивого товарища, а также как непримиримый противник алкоголя и азартных игр. По окончании училища Гурий был зачислен в 36-й Ахтырский полк начальником учебной команды.
Подчиненные искренне любили своего командира, уважительно называли его за глаза «дядькой». Свою лошадь он выдрессировал так, что она в зубах подавала ему форменное пальто.
В 1910 году выиграл Международную барьерную скачку в Вене.
В начале мая 1914 года вместе со своим полком отбыл на маневры в Красное Село (близ Петербурга). После учений офицеры были приглашены на обед с императором, а затем 17 офицеров, в числе которых было три брата Панаевых отправились в Красносельский театр. Досмотреть спектакль до конца они не смогли, так как поступил приказ срочно вернутся на зимние стоянки, на тот момент офицеры поняли что началась война.
Участвовал в бою в котором погиб его брат Борис.
28 августа 1914 года австро-венгерские войска перешли в наступление по всему фронту. В тяжелейшем положении оказалась 48-я пехотная дивизия генерал-лейтенанта Л.Г. Корнилова — охваченная с трех сторон превосходящими силами врага, она была вынуждена отойти за реку Гнилая Липа. Командующий 8-й армией генерал от кавалерии А.А. Брусилов приказал начдиву 12-й кавдивизии А.М. Каледину спасать положение.
На помощь пехотинцам А.М. Каледин бросил три спешенных кавалерийских полка, оставив ахтырцев в резерве. Но силы были слишком неравны. И тогда, чтобы спасти от полного уничтожения остатки пехоты и спешенной кавалерии, в бой пошли четыре эскадрона 12-го гусарского Ахтырского полка. Атака в конном строю на пулеметы, артиллерию и наступающую вражескую пехоту была полным безумием, но другого выхода не было.
В этом бою участвовали двое Панаевых — командир 4-го эскадрона Гурий и командир 5-го эскадрона Лев. Сражаясь, братья старались не выпускать друг друга из виду, но схватка была слишком ожесточенной. Эскадрон Гурия прорвал две линии обороны противника. Потом под ним убили лошадь, и штабс-ротмистр продолжил сражаться уже пешим, с шашкой в руках. Ворвавшись в австрийский окоп, Гурий был смертельно ранен пулей и осколком снаряда в грудь. Офицерам 12-го уланского Белгородского полка, увидевшим, как он упал, он еще успел крикнуть: «Пошлите матери сказать, что я убит в конной атаке».
Тело павшего героя было временно погребено в деревне Демня, затем гроб отправили для захоронения в Павловск.
Посмертно награжден орденом Святого Георгия 4-й степени.